# Samir Nasr
Samir Nasr (* 23. Januar 1968 in Karlsruhe) ist ein deutsch-ägyptischer Regisseur und Autor.

## Leben
Nach seinem Abitur an der Deutschen Evangelischen Oberschule in Kairo ging Nasr nach Deutschland, wo er in Mannheim Betriebswirtschaft studierte. Danach arbeitete er als Filmvorführer. 1994–1999 studierte er an der Filmakademie Baden-Württemberg in Ludwigsburg (Regie und Drehbuch). Neben seiner Arbeit als Regisseur, Autor und Cutter hatte er umfangreiche Lehrtätigkeiten an verschiedenen Universitäten und Instituten im In- und Ausland, u. a. von 2011 bis 2014 Gastprofessur an der Universität der Künste in Berlin im Studiengang Szenisches Schreiben.
Samir Nasr lebt in Berlin und Kairo.

## Filme (Auswahl)
- 1996 Brot / Kurzfilm
- 1999 Nachttanke / Dokumentarfilm (auch Co-Produzent)
- 2000 Auf Streife durchs Leben / SWR, Dokumentarfilm
- 2001 Polizeistation / SWR, Dokumentarische Serie
- 2004 Leben 16 / SWR, Dokumentarfilm
- 2005 Folgeschäden / SWR/BR/arte, Spielfilm
- 2013/2019 Ägyptens Gewissen – Sonallah Ibrahim / Nile TV,  Dokumentarfilm in 3 Teilen (auch Co-Produzent)
- 2017 Ranias Traum / arte, Dokumentarfilm
- 2021 Sharaf / Spielfilm

## Hörspiele
- 2013 Kairo, 11. Februar / RBB (Buch zusammen mit Sonallah Ibrahim, Regie)
- 2016 Papa, Kevin hat gesagt / RBB, Comedyserie, Staffel 1 (Buch zusammen mit Regine Ahrem und Tom Peuckert)
- 2018 Papa, Kevin hat gesagt / RBB, Comedyserie, Staffel 2 (Buch zusammen mit Regine Ahrem und Tom Peuckert)

## Auszeichnungen
- 1997 Bester Debütfilm Kurzfilmfestival Verden für Brot
- 2000 First Step Award für Nachttanke (Bester Dokumentarfilm)[1]
- 2000 Förderpreis des Landes Rheinland-Pfalz für Nachttanke
- 2001 Berliner Kunstpreis (Film- und Medienkunst)
- 2005 Naguib Mahfouz Preis, Cairo Internationale Filmfestival für Folgeschäden[2]
- 2006 Golden Gate Award, San Francisco International Filmfestival für Folgeschäden[3]
- 2014 Premios Ondas, Barcelona für Kairo, 11. Februar (Bestes internationales Hörspiel)[4]
- 2018 Nominierung Deutscher Radiopreis für Papa, Kevin hat gesagt (Beste Comedy)[5]